# Liste der Wappen in der Provinz Grosseto
Die Liste der Wappen in der Provinz Grosseto beinhaltet alle in der Wikipedia gelisteten Wappen der Orte in der Provinz Grosseto in der Region Toskana in Italien. In dieser Liste werden die Wappen mit dem Gemeindelink angezeigt. 

## Wappen der Provinz Grosseto

Provinz Grosseto
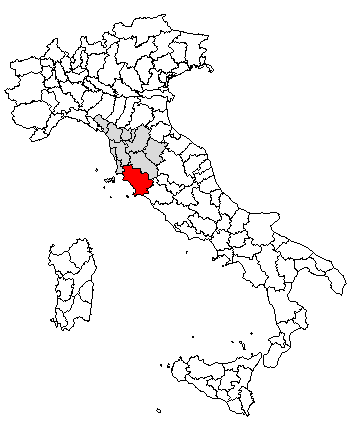
Lage der Provinz in Italien

## Wappen der Gemeinden der Provinz Grosseto

Arcidosso
Campagnatico
Capalbio
Castel del Piano
Castell’Azzara
Castiglione della Pescaia
Cinigiano
Civitella Paganico
Follonica
Gavorrano
Grosseto
Isola del Giglio
Magliano in Toscana
Manciano
Massa Marittima
Monte Argentario
Monterotondo Marittimo
Montieri
Orbetello
Pitigliano
Roccalbegna
Roccastrada
Santa Fiora
Scansano
Scarlino
Seggiano
Semproniano
Sorano